# Њу Лондон (Њу Хемпшир)
Њу Лондон (енгл. New London) насељено је место без административног статуса у америчкој савезној држави Њу Хемпшир.

## Демографија
По попису из 2010. године број становника је 1.415.
| Група             | 2000.    | 2010.         |
| Белци             | 0 (0,0%) | 1.303 (92,1%) |
| Афроамериканци    | 0 (0,0%) | 40 (2,8%)     |
| Азијати           | 0 (0,0%) | 23 (1,6%)     |
| Хиспаноамериканци | 0 (0,0%) | 32 (2,3%)     |
| Укупно            | 0        | 1.415         |